# Aïn El Assel
Aïn El Assel est une commune de la Wilaya d'El Tarf en Algérie, frontalière avec la Tunisie.